# Sidodadi (Masaran)
Sidodadi is een bestuurslaag in het regentschap Sragen van de provincie Midden-Java, Indonesië. Sidodadi telt 5851 inwoners (volkstelling 2010).